# Cratevas
Cratevas (en grec ancien Κρατεύας) est un herboriste, médecin et pharmacologue grec du Ier siècle av. J.-C., médecin personnel du roi du Pont Mithridate VI.

## Biographie[1]
L’original des livres d’illustrations de Cratevas, dont le Rhizotomicon, ne nous est pas parvenu. Cratevas a transmis des fragments de Démocrite ; lui-même est cité par fragments par le médecin grec Galien et du botaniste Dioscoride : Souvent critique vis-à-vis des ouvrages de ses prédécesseurs, à l’exception toutefois de ceux de Cratevas, certaines des illustrations des ouvrages de Dioscoride sont soupçonnées d’appartenir aux ouvrages de Cratevas. On considère que les 383 illustrations de plantes en pleine page sont en fait reprises d’ouvrages antérieurs, dont le Rhizotomikon de Cratevas les classe en trois groupes, certaines étant étonnamment fidèles à la plante originale, d’autres bien plus stylisées.